# Ceramica a figure nere

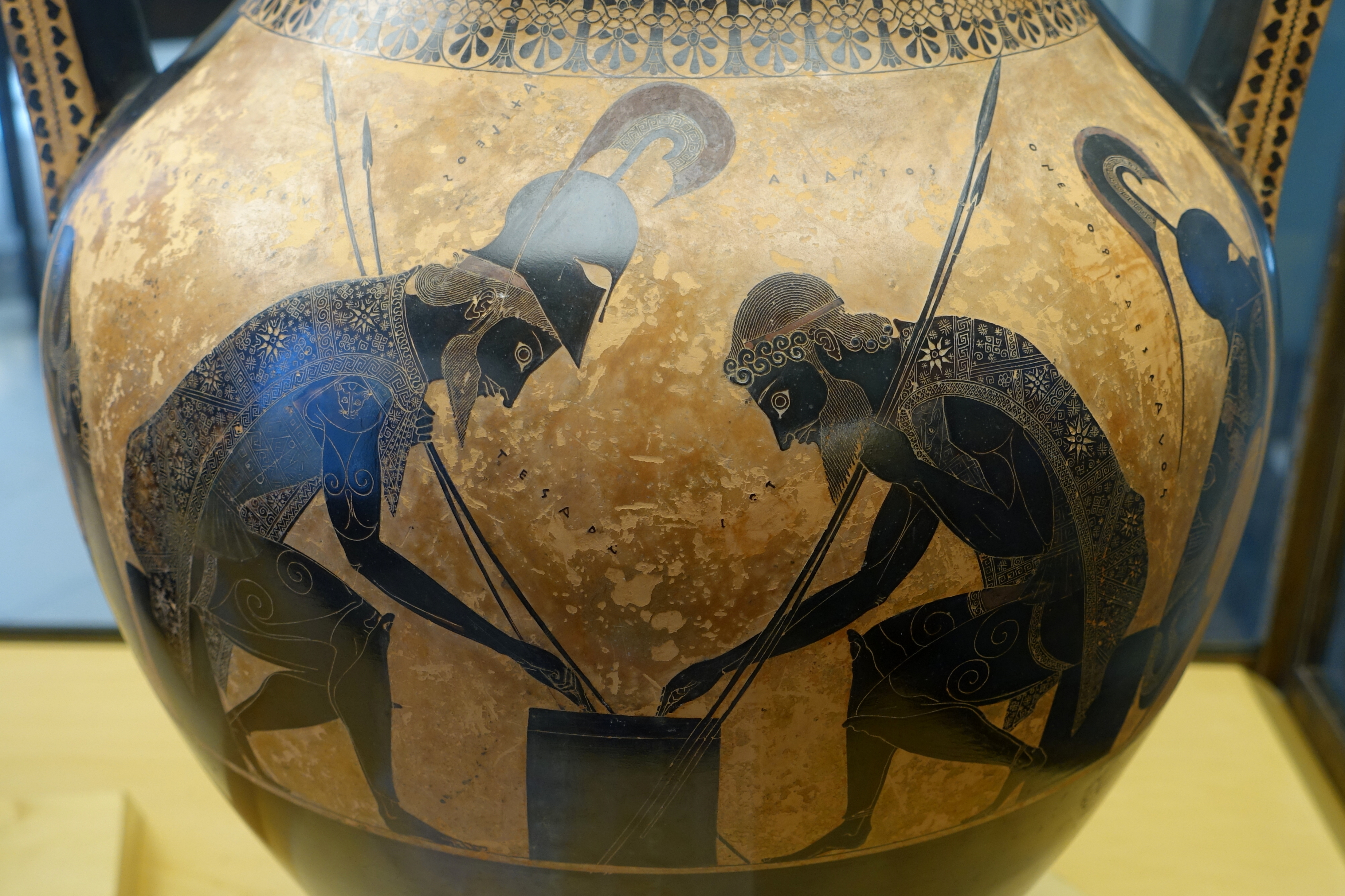
Exekias, anfora a figure nere, Achille e Aiace, Museo gregoriano etrusco, 16757.

La ceramica a figure nere è una delle tecniche che venivano impiegate per la decorazione della ceramica greca e di quella dell'Antica Roma. Benché il termine indichi propriamente la tecnica, esso viene usato, in ambiente anglosassone utilizzando le convenzionali iniziali maiuscole, anche per indicare lo stile ceramografico tipico del VI secolo a.C., che di questa tecnica si avvalse prevalentemente. Le figure nere furono introdotte a Corinto all'inizio del VII secolo a.C. Ad Atene la nuova tecnica venne adottata senza riserve solo intorno alla metà del VII a.C., si sviluppò pienamente nell'ultimo quarto (dal 625 a.C.) e raggiunse il suo apogeo nel secolo successivo. A partire dal 530 a.C., fu gradualmente sostituita dalla tecnica detta a figure rosse.

## Tecnica
Le figure venivano dipinte sulla superficie argillosa del vaso con un impasto di acqua e argilla arricchita di ossidi di ferro; a questa prima fase della lavorazione si aggiungevano in un momento successivo, tramite incisione con strumenti appuntiti, i dettagli delle figure, che venivano ad essere costituiti dall'emergere del colore proprio del fondo. Altri particolari potevano essere aggiunti tramite pigmenti rossi o bianchi. L'ultima fase era il processo di cottura, con la quale gli ossidi di ferro assumevano un colore nero lucido. Si veniva così a determinare uno schema a quattro colori, ma l'unico elemento che la caratterizza e che giustifica l'identificazione della tecnica stessa è la presenza delle incisioni. A Corinto dopo l'introduzione delle incisioni vennero subito aggiunti i dettagli rossi, mentre il bianco divenne comune molto più tardi; ad Atene, alla metà del VII secolo a.C., in epoca protoattica, il bianco era già presente in modo diffuso, mentre il rosso venne introdotto solo nel terzo quarto del VII secolo a.C.

## Figure nere corinzie

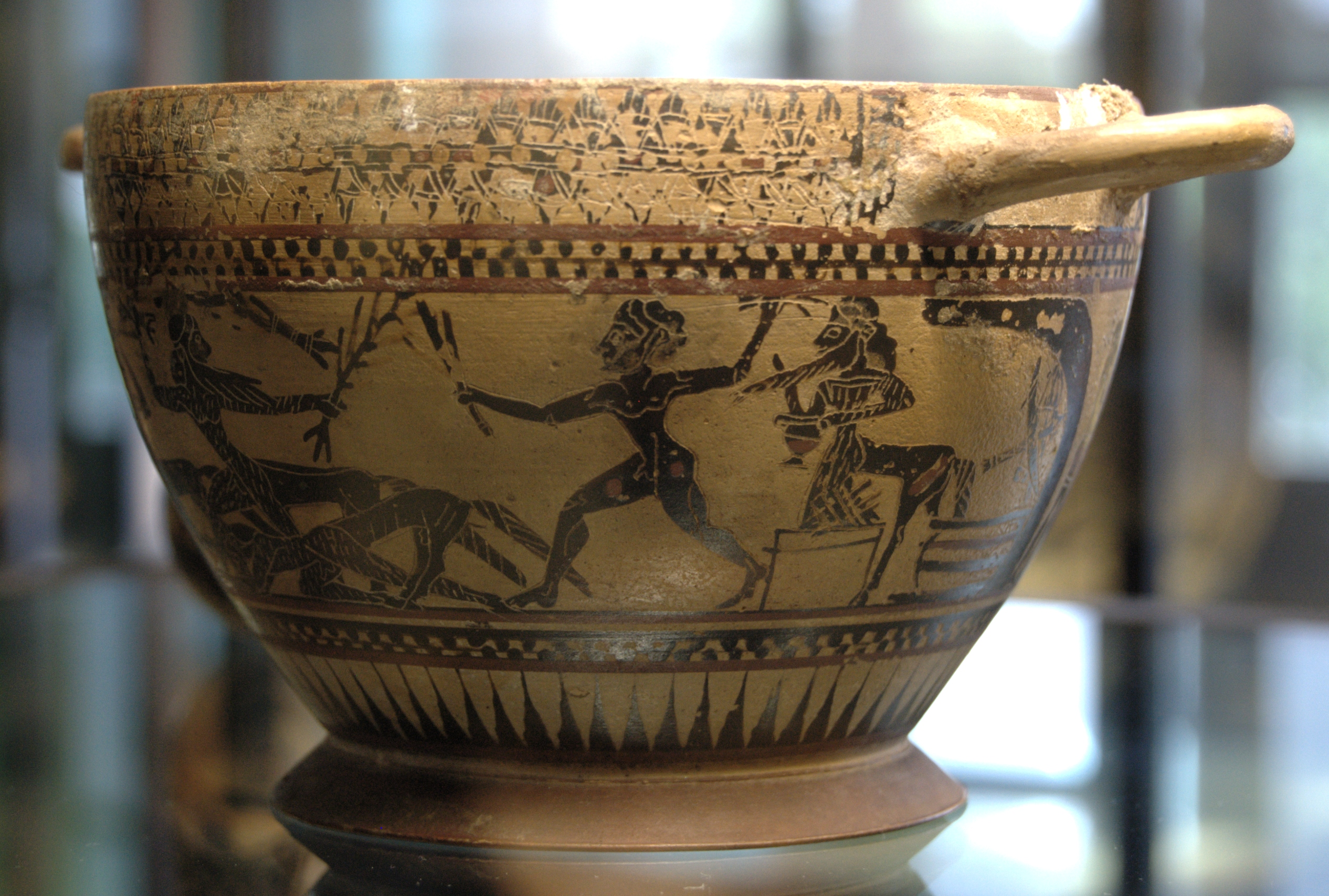
Pittore di Folo, skyphos corinzio a figure nere, Museo del Louvre L63.

All'inizio del VI secolo a.C., dopo il periodo orientale, le figure ricomparvero a Corinto, anche sotto l'influsso della ceramica attica. Lo stile policromo era stato sostituito da un disegno privo di profondità in cui si affermava la tecnica delle figure nere e dove il solo colore aggiunto era ancora il rosso. Corinto restava per lo più legata al fregio animale, ma nella decorazione di superfici più ampie si riscontrava il crescente utilizzo di soggetti mitologici; molte di queste scene tuttavia risultavano generiche, prive di un vero interesse narrativo relativo a eventi mitici o umani. La decorazione figurativa dei vasi Corinzi si interruppe intorno alla metà del VI secolo a.C., la produzione successiva, di qualità e quantità elevate, si caratterizzava per una decorazione semplice e priva di figure che rimarranno in uso per i piccoli altari in argilla e nei rivestimenti per edifici. Questo cambiamento nella produzione corinzia favorì enormemente la ceramica ateniese.

## Figure nere attiche

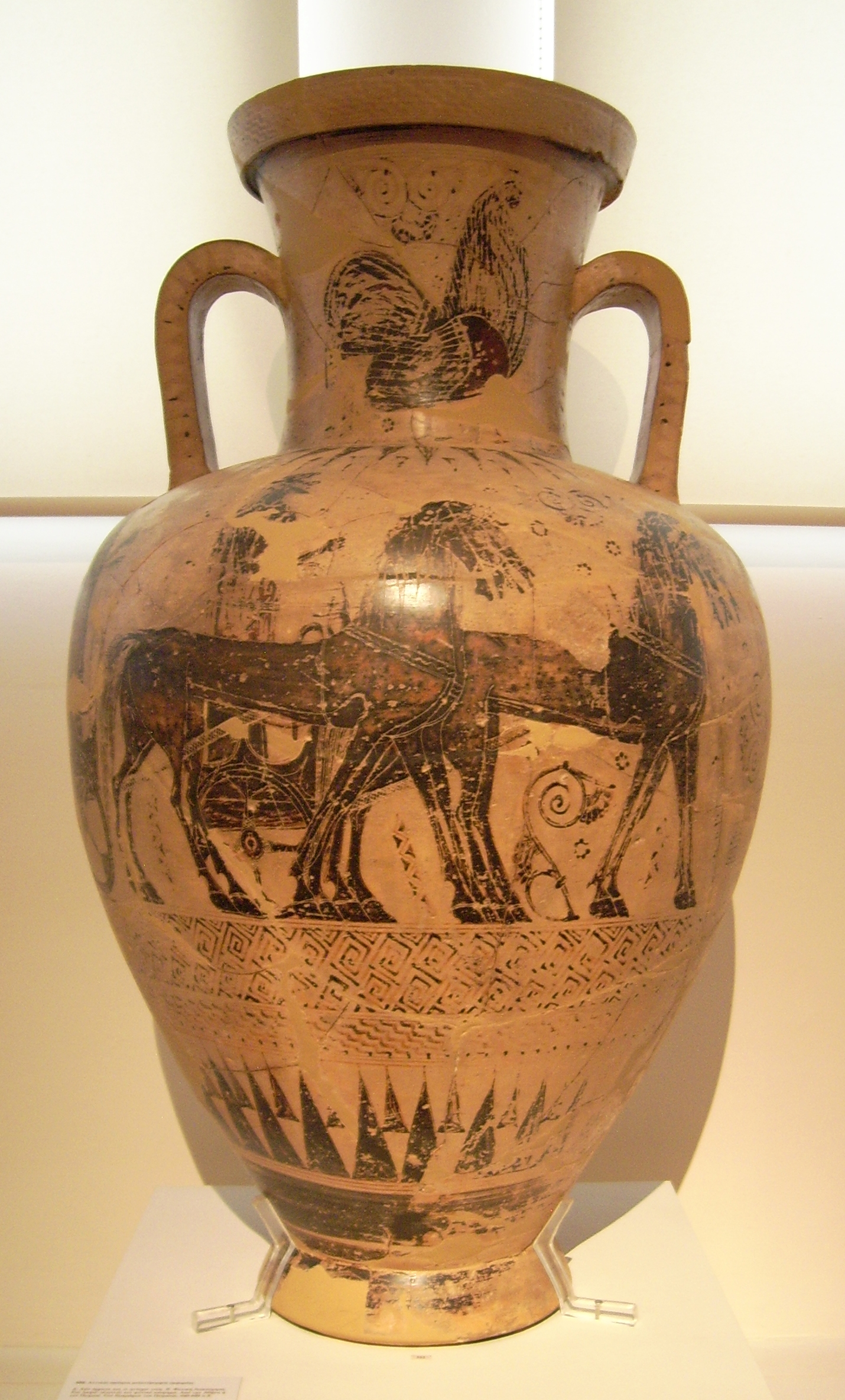
Anfora del Pireo, figure nere, Museo archeologico nazionale di Atene 353.

Intorno al 625 a.C. la ceramica protoattica si formalizzava nello stile a figure nere, dando inizio ad un nuovo periodo "classico", come lo era stato il geometrico, costituito da una tecnica consolidata e da uno stile ben impostato, che perdendo in freschezza e spontaneità acquisiva, grazie alla nuova tecnica, la precisione e l'accuratezza dei contemporanei vasi corinzi.
Prima della fine del VII secolo a.C., sempre attingendo al patrimonio corinzio, anche gli schemi rappresentativi si erano condensati in poche e ponderate forme, capaci di esprimere attività e atteggiamenti di uomini e animali.  Questo modo di rappresentare il visibile tramite convenzioni facilmente riconoscibili portò alla creazione di personaggi tipici come il satiro, l'uomo anziano con i capelli bianchi, l'atleta, l'ubriaco, l'adolescente, fino all'applicazione regolare, dopo il 570 a.C., del colore in funzione simbolica: il bianco per le carni femminili, il nero per quelle maschili.

### Primo periodo (620-550 a.C.)

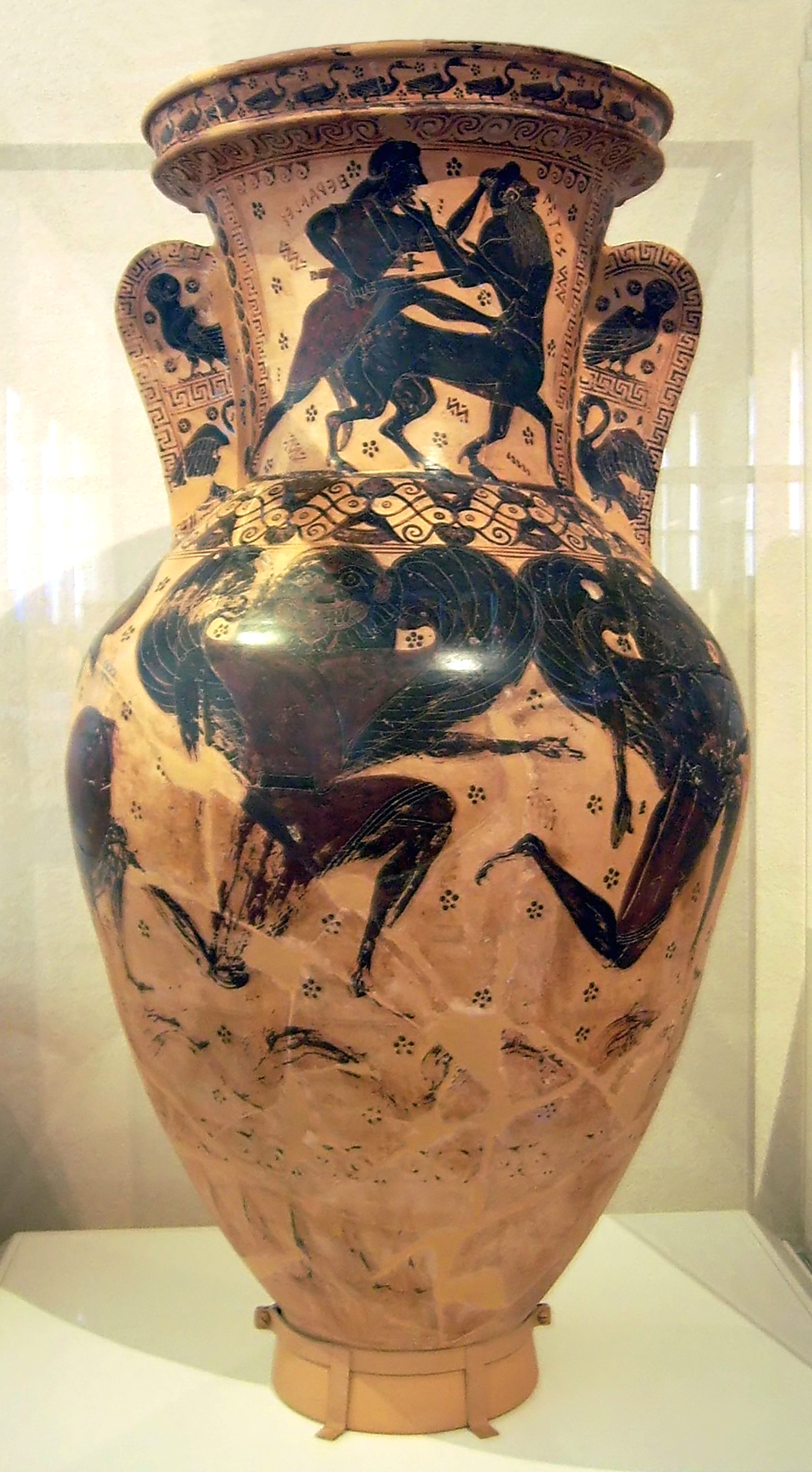
Anfora del Pittore di Nesso, Museo archeologico nazionale di Atene 1002.

È possibile che l'influenza dalla ceramica corinzia nella prima metà del VI secolo a.C. ad Atene fosse dovuta alla presenza di vasai corinzi immigrati; la grande quantità di nuove forme vascolari poteva derivare da prodotti importati, ma l'imitazione di stili e soggetti pittorici porta a considerare attendibile quanto riferiscono le fonti sul legislatore Solone, il quale avrebbe favorito e incoraggiato l'immigrazione di artigiani ad Atene.
Un'importante figura di passaggio dallo stile protoattico alle figure nere è stata probabilmente quella del Pittore del Pireo. Il suo vaso eponimo, l'anfora del Pireo, è un vaso a figure nere dove è stato fatto largo uso di incisioni e dettagli sovradipinti in bianco e porpora. L'immagine principale è ancora una volta una sfilata di carri e lo stile dei cavalli non è molto distante da quello protoattico; significativo è invece il leone sotto l'ansa che, con il suo collo massiccio e le grosse zampe, insieme ai limpidi ornamenti di riempimento e alle piante ornamentali, discende da modelli protocorinzi. L'anfora mostra l'abilità del vasaio nell'armonia e nell'equilibrio delle forme, ma anche la minore perizia nell'esecuzione delle figure dipinte, ossia l'assunzione ancora acerba di una tecnica e la ripetizione di forme non personalmente rielaborate. Allo stesso tempo, come altre opere ricondotte alla stessa mano, rappresenta un anello importante nello sviluppo della ceramica attica che da questo momento consolida una durevole attitudine a distinguere tra grandi campi destinati alle figurazioni e fasce decorative destinate a sostenere o alleggerire la parete del vaso.
Il primo artista attico a figure nere la cui personalità sia abbastanza chiara è il Pittore di Nesso; il suo nome deriva da una delle iscrizioni presenti su una monumentale anfora funeraria conservata ad Atene. È suo il primo vaso attico trovato in Italia, un territorio che era stato fino a questo momento monopolio commerciale corinzio; il frammento che ci è giunto è conservato a Lipsia, ed è stato trovato a Cerveteri, in Etruria. Inizia in questo momento la competizione commerciale tra ceramica attica e corinzia che sarebbe durata mezzo secolo.
Il Pittore di Nesso, insieme al Pittore della Gorgone, è anche uno degli ultimi esponenti della ceramica monumentale, la cui produzione termina in questi anni probabilmente in seguito alle riforme di Solone. All'inizio del VI secolo a.C. Atene affrontò una profonda crisi sociale ed economica di cui è specchio la decadenza della ceramica del periodo, evidente nella mancanza di opere di primo piano. In questo panorama il Pittore della Gorgone emerge con il suo capolavoro, il dinos del Louvre; benché la forma del vaso si prestasse alla decorazione a zone vi dominano le sfilate di animali e i fregi ornamentali; le figure si trovano solo nella fascia superiore dove i due temi rappresentati si susseguono senza soluzione di continuità. Dopo il 580 a.C. la maggior parte dei vasi di pregio ateniesi prenderà la via dei mari occidentali e anche il dinos del Pittore della Gorgone, come tutta la migliore produzione attica di questo periodo, è stato trovato in Etruria.
Ancora legato al Pittore della Gorgone e alle sue radici corintizzanti appare Sofilo, il primo autore di cui ci sia giunto il nome; benché non sia stato un buon disegnatore la sua immaginazione narrativa e le sue scene affollate furono importanti nello sviluppo della pratica compositiva in ambiente attico, rendendolo antecedente immediato di Kleitias. Entro la decorazione del suo dinos frammentario ritrovato in Tessalia Sofilo inserì, in modo originale, una sorta di didascalia che informava sul soggetto della scena rappresentata; dopo il 570 a.C. le iscrizioni sui vasi diventarono pratica corrente e a volte dotata di funzione esclusivamente decorativa.
Il vaso François è stato trovato a Chiusi in Etruria ed è firmato da Ergotimos e Kleitias; il suo vasto repertorio di soggetti lo rende un compendio dei vasi attici dipinti intorno al 570 a.C. Molto nel vaso François è derivato da Corinto, ma giunge ormai incorporato nella tradizione attica di cui Kleitias è erede. A partire da questo vaso sarà la ceramica corinzia ad imitare la ceramica attica cercando di ricrearne il colore dell'argilla attraverso una tecnica detta "a sfondo rosso", cioè coprendo la terra chiara con un secondo ingubbio aranciato. Inoltre, da questo momento la ceramica attica iniziò ad essere importata dalla stessa Corinto.

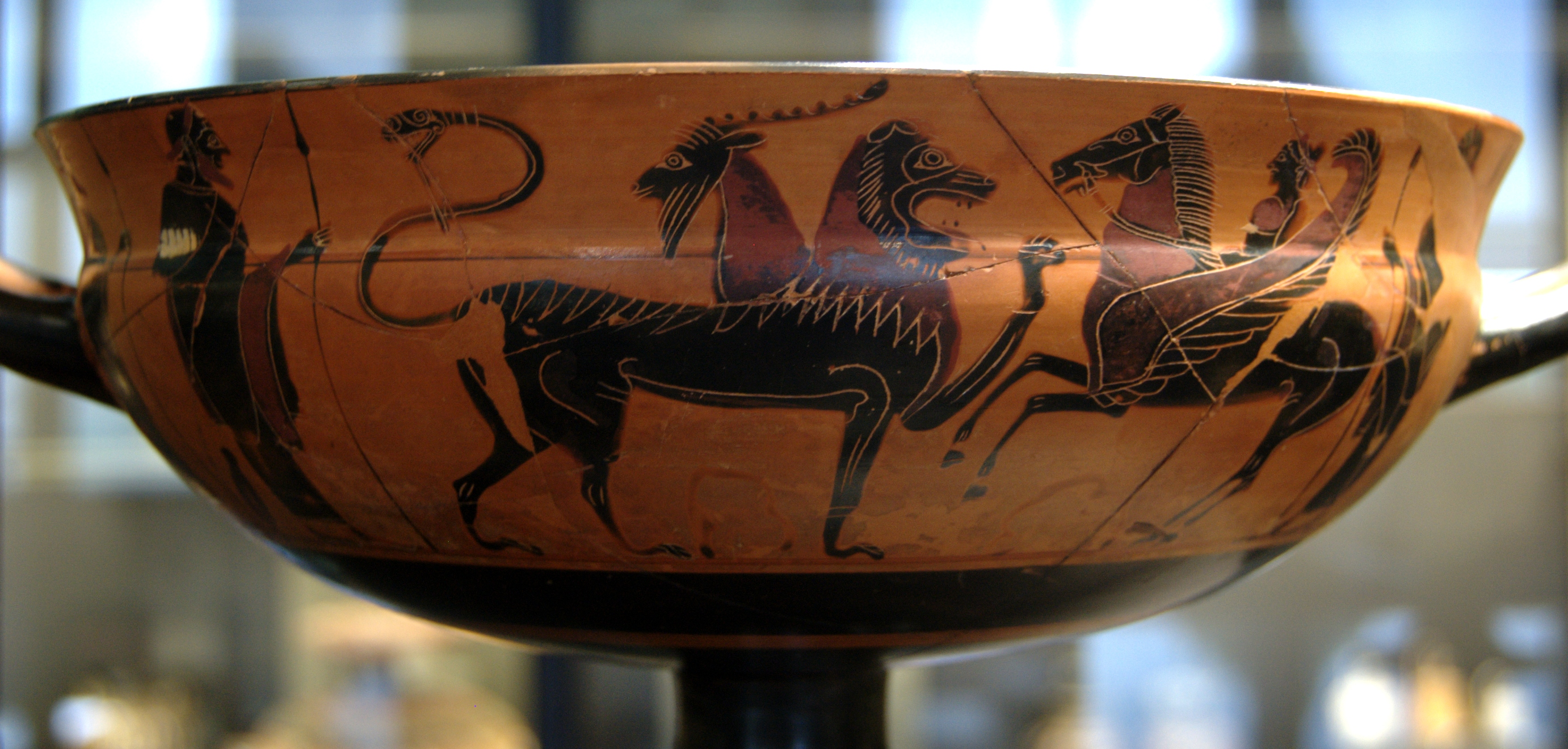
Pittore di Heidelberg, coppa di Siana, Museo del Louvre A478.

Intorno al 580 a.C. in Attica apparve la forma a coppa detta kylix, che rimase da allora una delle forme più popolari; le coppe di questa prima fase sono chiamate Coppe dei comasti e coprono la produzione fino al 550 a.C. circa. Forma e decorazione sembrano derivare da Corinto dove una coppa simile era divenuta popolare all'inizio del VI secolo a.C., ma la serie include altre forme di derivazione corinzia come il kotyle e la lekane. L'esponente principale del Gruppo dei comasti è il Pittore KX (dove K sta per komast). Alle Coppe dei comasti seguirono le Coppe di Siana, il cui nome deriva dal villaggio di Siana a Rodi, luogo di ritrovamento di due esemplari molto noti. La differenza più importante, rispetto alla forma precedente, consisteva nell'introduzione del tondo dipinto interno, con una o due figure generalmente racchiuse entro un bordo decorativo; l'innovazione diede luogo, benché vi fossero stati alcuni antecedenti, ad una tradizione che rimase viva per circa due secoli. Le personalità più note tra i decoratori delle Coppe di Siana sono il Pittore C e il Pittore di Heidelberg, con i quali si inizia una tradizione che porterà alla separazione tra pittori di grandi vasi e pittori di coppe. Le Coppe di Siana si datano al secondo quarto del VI secolo a.C., si sovrappongono alle ultime Coppe dei comasti e alle prime Coppe dei Piccoli maestri, restando in produzione fino al 520 a.C. Alcuni esemplari sono stati trovati anche a Corinto.

### Periodo maturo (570-525 a.C.)

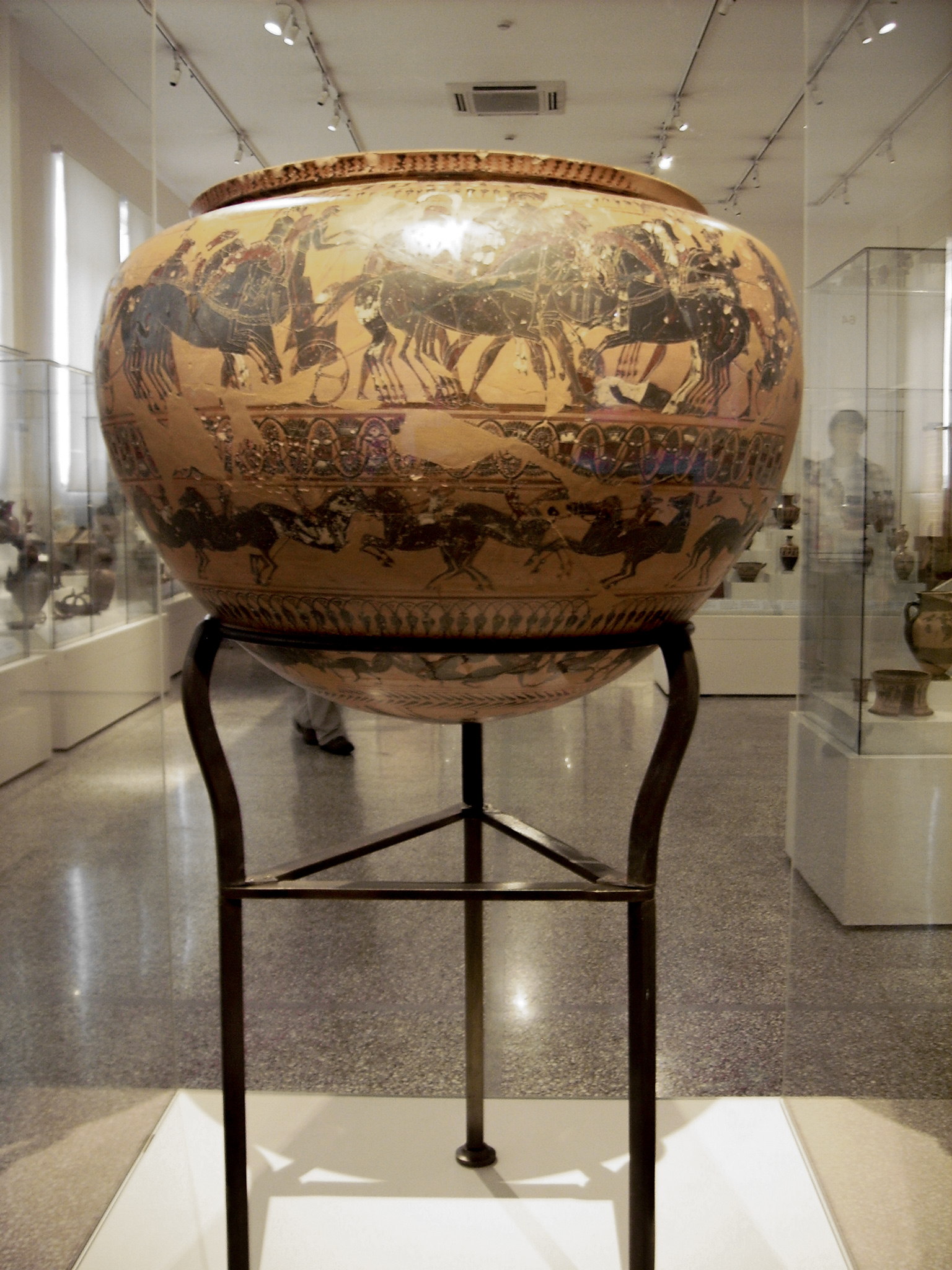
Dinos a figure nere del Pittore dell'Acropoli 606, Museo archeologico nazionale di Atene 606.

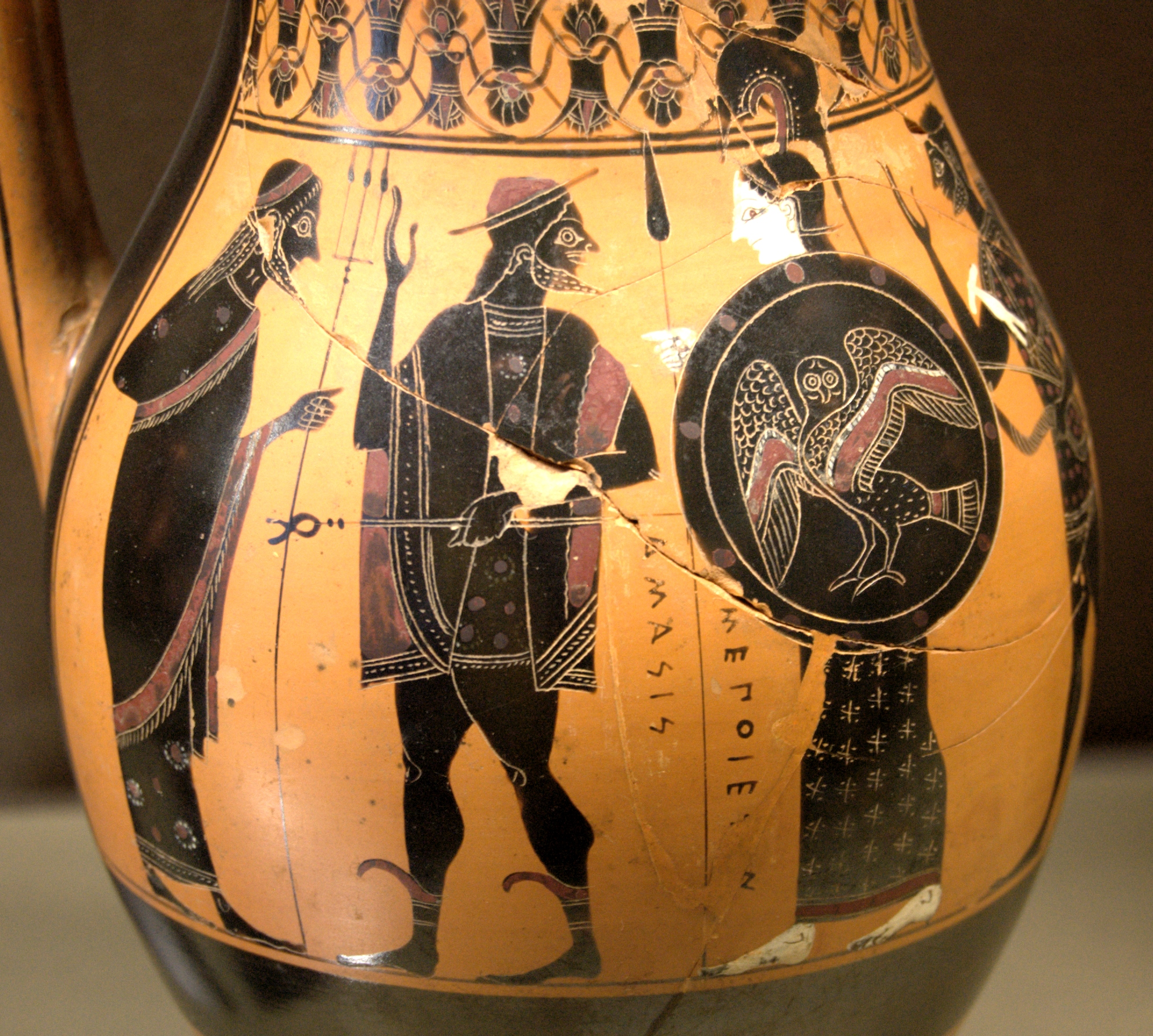
Pittore di Amasis, olpe a figure nere, Presentazione di Eracle sull'Olimpo, Museo del Louvre F30.

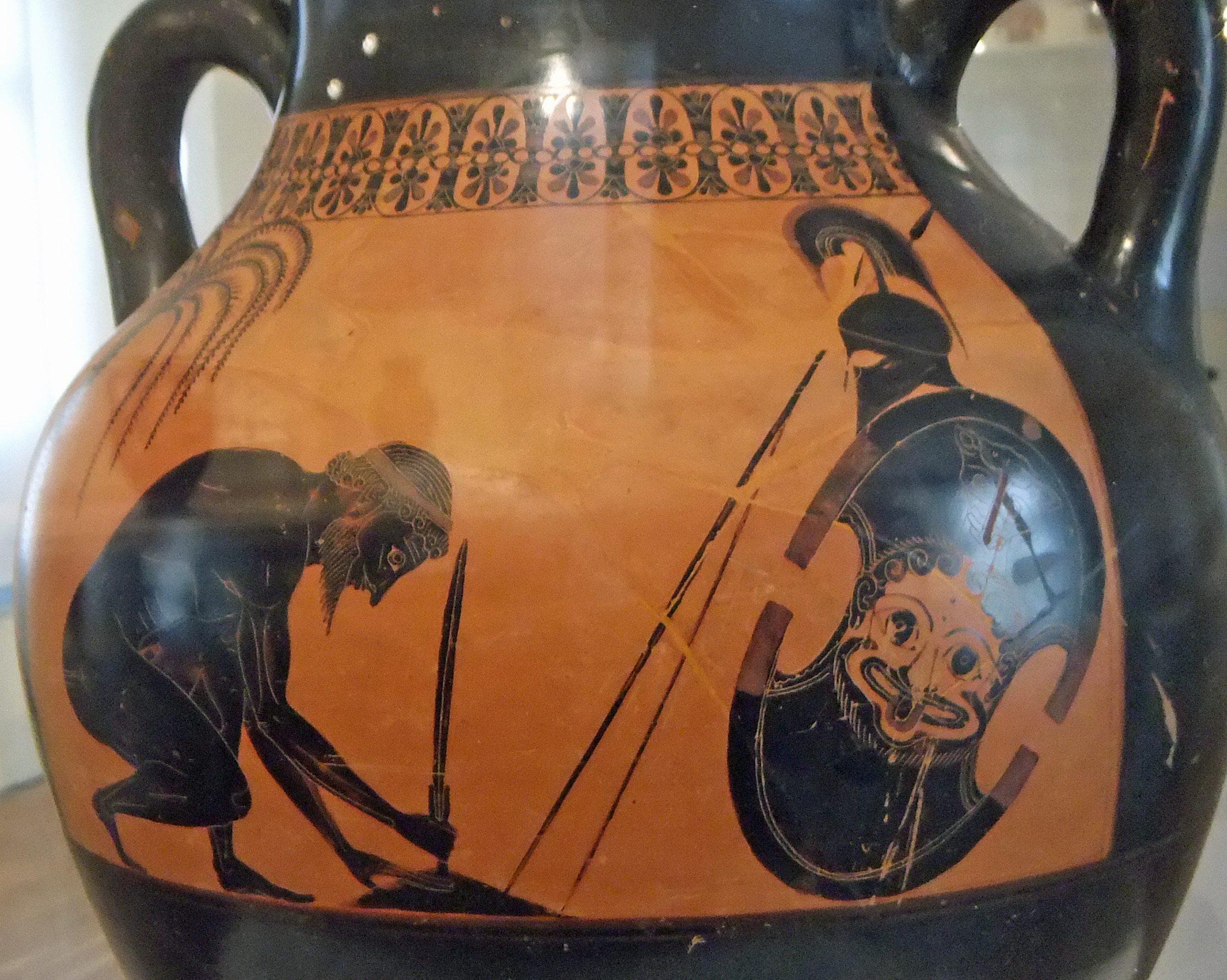
Il suicidio di Aiace di Exekias, allo Château-musée di Boulogne-sur-Mer

Dopo Kleitias, la nuova generazione tornò a prediligere le composizioni ampie e la scena principale assunse nuovamente la stessa importanza che aveva avuto nel protoattico.
Tra il 560 e il 550 a.C. la ceramografia attica attraversò un periodo di transizione; le coppe di Siana, che erano state il tipo dominante di coppa nel secondo quarto del VI secolo a.C., vennero sostituite dalle coppe dei Piccoli maestri, sulle quali più che altrove sopravviveva lo stile elegante e delicato di Kleitias, ed entro le quali si distinguono tre tipologie principali, benché fossero frequenti soluzioni intermedie: lip cup, band cup e Droop cup.
Contemporaneamente, alla base della formazione di Exekias, in assoluto il più grande artista delle figure nere, colui che ne condusse lo stile ai massimi livelli di espressione, non troviamo questi maestri miniaturisti nati dall'esempio di Kleitias, ma una figura opposta ad essi e tendente al monumentale come il Pittore dell'Acropoli 606. Tra questi due estremi si pongono alcune personalità più versatili, come Nearchos, che riusciva a combinare sui vasi grandi la delicatezza di Kleitias e un nuovo concetto di umanità quale si può vedere nel frammentario kantharos, conservato ad Atene, con la preparazione del carro di Achille (Museo archeologico nazionale, Acr. 612). Da queste tendenze nacquero intorno al 550 a.C. le personalità di Exekias e del Pittore di Amasis. Il nome di Lido con le sue robuste qualità deve essere aggiunto a questi due, benché sia un po' più anziano.
Exekias fu ottimo disegnatore e uno dei pochi ceramisti nel cui lavoro sia possibile riscontrare un così parallelo progredire della forma e dello stile pittorico. All'inizio della sua carriera si trovano prevalentemente anfore a collo distinto, talvolta con zone di decorazione secondaria. Più tardi la forma si fa più conica e predominano le anfore a profilo continuo. All'inizio lo stile di Exechias è convenzionale e vicino al Gruppo E, ma negli anni quaranta del VI secolo a.C. un'anfora a collo distinto, ora conservata a Berlino (Antikensammlung F1720), già mostra quelle che saranno le sue future qualità individuali. Gli anni trenta sono gli anni della maturità dei quali è esempio l'anfora a profilo continuo del Vaticano (Museo Gregoriano Etrusco 16757 = 344), che mostra su un lato un idillio domestico e sull'altro Aiace e Achille armati e impegnati in un gioco da tavolo; l'intensità della loro concentrazione investe l'intera immagine che acquisisce una sorta di valore universale. L'atmosfera sospesa e carica di tragica grandezza che Exekias ha restituito al suicidio di Aiace rappresentato sull'anfora a profilo continuo di Boulogne-sur-mer (Musée Communal 558) informa persino il Dioniso dell'anfora a collo distinto del British Museum (B210). L'influenza di Exekias sui contemporanei, nello stile pittorico come nelle forme vascolari, fu profonda e duratura ed è dal lavoro di Exekias che nacquero lo stile del Pittore di Andocide e dei primi ceramografi a figure rosse.
Dalla metà del secolo si diffuse la pratica, già presente in Lido e nel Pittore di Heidelberg, di impiegare nella decorazione figure astanti, osservatori, indipendentemente dalle necessità del racconto. È un tratto formale molto utilizzato dal Pittore di Amasis, un pittore che, in opposizione allo stile di Exekias, si atteneva a rappresentazioni già tipiche del fregio figurato, con due figure contrapposte, o una inserita al centro di un gruppo più numeroso, con composizioni simmetriche in cui mai si narrava un evento interiore o intimo e sempre si prediligeva la staticità del quadro. Leggermente più mosse appaiono le frequenti rappresentazioni di Dioniso e del suo seguito, ma le divinità del Pittore di Amasis, di solito raffigurate in atteggiamenti gentili e misurati, vestite ed acconciate con molta cura, vivono in un mondo indifferente a quello umano, e anche l'anfora al Cabinet des médailles 222 dimostra l'intento sostanzialmente decorativo del suo esecutore.
Il cambiamento nei soggetti fu in parte conseguenza della forma vascolare maggiormente utilizzata e in parte delle aumentate capacità tecniche e del desiderio di esprimere sentimenti o stati d'animo. La scena tipica sull'anfora a collo continuo non conteneva più di cinque o sei figure e il soggetto era unico, per queste ragioni non si trovano in questi anni le corse dei carri o le centauromachie, ma si diffondono rappresentazioni come la partenza del soldato o Dioniso in compagnia di pochi intimi. Le figure, più grandi nella decorazione a pannello, erano sottoposte ad una osservazione più accurata favorendo un disegno anatomico maggiormente coerente e naturale, benché ancora si evitassero gli scorci. Anche il drappeggio iniziava ad essere studiato e variato entro schemi costruiti attorno ai tre costumi principali: il peplo come lunga e pesante veste piana e decorata, il chitone come abito leggero e mosso da ondulate linee verticali e l'himation indossato come un mantello corto che finiva con pieghe definite in modo formale. L'ornamento secondario perdeva molta dell'importanza che aveva avuto in passato. L'hydria, rimodellata intorno al 550 a.C., aveva comunemente una scena figurata sulla spalla piatta e un ampio pannello sul ventre, bordato ai lati con foglie d'edera. L'anfora a collo continuo veniva decorata con un pannello sul ventre sormontato da una stretta fascia di fiori di loto e palmette. L'anfora a collo distinto poteva avere una scena figurata secondaria intorno alla spalla, decorazioni fitomorfe sul collo, fasce con semplici meandri sotto la scena principale e, dopo la metà del secolo, volute intorno alle anse.

### Dopo l'introduzione delle figure rosse (530-450 a.C.)

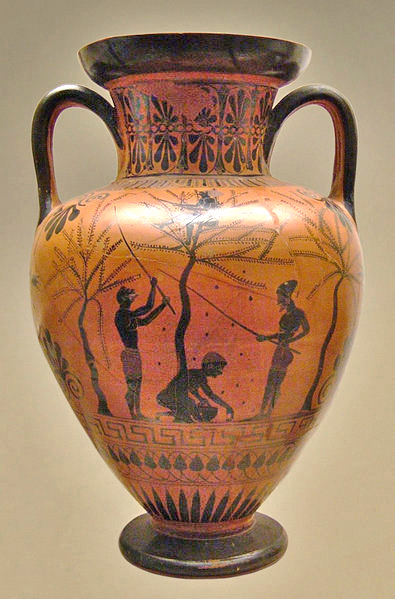
Pittore di Antimene, anfora a collo separato, British Museum B226.

L'introduzione della tecnica a figure rosse viene datata intorno al 530 a.C.; le figure sui primi vasi nei quali la tecnica si presenta ancora incerta sono state riconosciute stilisticamente affini alle raffigurazioni dei fregi orientale e settentrionale del Tesoro dei Sifni a Delfi, datato con certezza ad un periodo immediatamente antecedente al 524 a.C. L'accurata decorazione incisa sui mantelli e sulle armi di Aiace e Achille, nell'anfora del Vaticano, sembra porsi come una volontà di affermazione, da parte di Exekias, della vecchia tecnica contro la nuova, che si serviva del pennello e non del bulino per determinare i particolari delle figure.
Lungi dall'essere immediatamente sostituite dalla nuova tecnica, le figure nere resistevano forti di una tradizione e di una competenza non facilmente sostituibili, malgrado l'attrattiva esercitata dalle figure rosse. Anfore a collo distinto a figure nere continuarono ad essere prodotte nel primo quarto del V secolo a.C.; in seguito la vecchia tecnica verrà applicata quasi esclusivamente a vasi di piccole dimensioni e si ritiene estinta entro la metà del secolo. L'unica eccezione consiste nelle ufficiali e tradizionali anfore panatenaiche, assegnate come premio ai vincitori dei giochi atletici che si tenevano in occasione delle grandi feste Panatenee ogni quattro anni.
I primi decenni di compresenza delle due tecniche furono caratterizzati da un evidente eclettismo. Oltre al Pittore di Andocide, colui che viene indicato come probabile inventore della tecnica a figure rosse, si annoverano, tra gli ultimi autori a figure nere, Psiax e l'insieme dei ceramografi anonimi riuniti sotto il nome di Gruppo di Leagros, i quali evidenziano un'altra delle caratteristiche della ceramografia degli ultimi due decenni del VI secolo a.C.: l'animazione e la vivacità, opposte allo stile tipico delle figure nere classiche. Le composizioni nelle figure nere del tardo arcaico sono più dense, con rapporti tra le figure più elaborati; anche atteggiamenti ed espressioni sono più pieni e meno trattenuti. Le hydriai del Gruppo di Leagros si distinguono per i grandi riquadri rettangolari sui quali indifferentemente si presentano scene tratte dal mito come scene tratte dal quotidiano. Tipiche del periodo, e riflesso della grande impressione effettuata sugli ateniesi dalla costruzione, ad opera dei Pisistratidi, della grande fontana monumentale chiamata Enneakrounos, sono le hydriai raffiguranti scene di donne che attingono l'acqua alla fontana o di atleti ed efebi che vi si bagnano. Queste scene quotidiane all'aperto facilitarono l'avvicinamento ad elementi paesaggistici i quali, anche se divennero presto schematici e secondari, svolsero nei pittori di vasi a figure nere di questi anni una funzione di rinnovamento tematico con esiti anche singolari, come avvenne in alcune opere del Pittore di Antimene. Un elemento tipico di questa corrente naturalistica era il grande uso del bianco, lo si trova ad esempio sulla parete esterna della coppa firmata dal ceramista Nikosthenes (Louvre, F 123) la quale, malgrado la forma e la tipologia tipiche della generazione precedente, si distingue per una minore attenzione alla figura umana. Molto diffuso nella bottega di Nikosthenes era anche l'uso del bianco come fondo per la decorazione (vedi tecnica a fondo bianco), una tecnica già introdotta da Nearchos ma non utilizzata dai suoi contemporanei, che continuerà ad essere impiegata, seppure non in modo massivo, dai pittori di vasi a figure nere fino ai primi del V secolo a.C.

## Altre ceramiche a figure nere
La ceramica corinzia continuò a reggere la concorrenza nella prima metà del VI secolo a.C., anche emulando le narrazioni ateniesi e approfondendo gli effetti cromatici. La ceramica laconica raggiunse nel VI secolo a.C. il livello delle officine attiche adottando la tecnica a figure nere soprattutto per la produzione delle coppe, in cui si distinse il Pittore della caccia il quale trattava la decorazione interna come un oblò, tagliando le scene e le figure e astenendosi dall'adattarle alla forma del tondo. Un'altra forma vascolare cui si applicò in Laconia una notevole decorazione figurata fu l'idria, ma la ceramica laconica, al contrario della ceramica attica, tendeva a privilegiare una decorazione ornamentale che mettesse in evidenza soprattutto la forma del vaso; vi si produssero invece grandi quantità di vasi interamente neri, o con sottili fasce decorative a motivo astratto presso l'imboccatura o presso il piede.
In Beozia, regione completamente estranea al commercio marittimo, nel VI secolo a.C. si producevano ancora vasi appartenenti alla tradizione subgeometrica, come le coppe a uccelli, di origine greco-orientale, ad uso locale;  le officine con produzione a figure nere che comparvero nel secondo quarto del VI secolo a.C. impiegarono immigrati da Corinto e Atene. In Eubea la produzione era totalmente atticizzante.
Nella ceramica greco-orientale le figure nere vengono impiegate a partire dall'inizio del VI secolo a.C. In questo ambito si distingue la ceramica chiota con una produzione di vasi ricoperti da ingubbiatura bianca e decorati sia a contorno con tecnica policroma, sia con la tecnica a figure nere. Le coppe prodotte dai ceramografi riuniti sotto il nome di Piccoli maestri ionici sono in parte collegate alla tecnica a risparmio della ceramica di Fikellura e in parte dipendenti dalle contemporanee coppe attiche a figure nere. Lo stile tardo delle capre selvatiche quale si sviluppa nella Ionia settentrionale dà luogo ad una produzione a figure nere di derivazione corinzia dalla quale si sviluppa la ceramica clazomenia.
Una delle maggiori scuole a figure nere è rappresentata dalla ceramica detta calcidese il cui nome deriva dall'alfabeto calcidese presente su alcuni vasi attribuiti a questo stile, ma sulla cui zona di produzione si è sempre discusso - una colonia calcidese della Sicilia o della Magna Grecia è l'ipotesi maggiormente sostenuta.